# 조애나 호그
조애나 호그(Joanna Hogg, 1960년 3월 20일 ~ )는 잉글랜드의 영화 감독이다.

## 작품 목록
- Caprice (1986, 단편)
- 언릴레이티드 (2007)
- 섬들 (2010)
- 엑시비션 (2013)
- 더 수베니어 (2019)
- 더 수베니어 2 (2021)
- 디 이터널 도터 (2022)